# VfB Stuttgart
VfB Stuttgart este un club de fotbal din Stuttgart, Germania, care evoluează în Bundesliga.

## Istorie

### Istoria îndepărtată
Din istoria de la începuturile clubului, care începând cu 1912 activa în liga regională a zonei Baden-Württemberg, merită menționat Ernst (poreclit “Wenzel") Blum. A fost un jucător polivalent, ce a făcut mai întâi parte din echipa de rugby. Fiind și un excelent alergător de sprint, Blum s-a impus repede și printre fotbaliști. Ernst Blum a fost selecționat pentru prima oară în echipa națională a Germaniei pentru un meci cu Danemarca la 2 octombrie 1927, și fost ales căpitan al echipei, deși era debutant. Antrenorul echipei din acele vremuri, Dr. Otto Nerz, convocând nu mai puțin de 9 debutanți, l-a ales să fie căpitan pe cel mai experimentat jucător al momentului, pe Blum. Germanii aveau să piardă acel meci cu 1-3. Primul jucător din Stuttgart chemat în echipa națională însă a fost portarul Paul Mauch. Aceasta se întâmpla în 1922, la un meci câștigat de Germania cu 2:0 împotriva Austriei, portarul șvabilor făcându-și datoria cu prisosință.
La 13 septembrie 1924 are loc primul meci internațional al lui VfB. Împotriva celebrei echipe cehe a acelor vremuri, Slavia Praga, echipa din Stuttgart, condusă în teren de însuși Edward T. Hanney, obține un rezultat strâns, după ce a condus cu 1:0 și 2:1, pierzând în ultimele minute, greu, cu scorul de 2:3.

### Primele victorii mărețe
În 1935 Stuttgart ajunge pentru prima oară în ultima rundă a campionatului Germaniei. După două meciuri ezitante - 0:3 cu Hanau 93 și 1:2 cu Jena -, acest turneu final părea ca o competiție prea puternică pentru VfB. Totuși, tânăra echipa nu s-a dat bătută și, tocmai în meciul cu mult mai bine cotata echipă SpVgg Fürth (triplă campioană a Germaniei la acea oră), șvabilor le iese jocul învingând clar cu 4:1. De aici încolo avea să înceapă un mic marș triumfal, după 2:1 în retur cu Hanau 93 și 3:2 la Jena. În meciul decisiv pentru accederea în finală, VfB se mai impune o dată în fața celor din Fürth, de această dată cu scorul de 3:2 și așa ajunge pentru prima oară în istoria clubului în finala campionatului ce avea să aibă loc la Köln împotriva renumitei echipe Schalke 04. Echipa din regiunea Ruhr-ului nu stă mult pe gânduri și pare să stopeze fără probleme odiseea tinerilor șvabi, conducând în minutul 53 cu categoricul scor de 4:0! Însă Stuttgart își revine și, în cea mai frumoasă finală de dinaintea războiului mondial, reușește să-i înscrie lui Schalke la rândul său... patru goluri în ultima jumătate de oră, meciul terminându-se cu scorul de 4:6. VfB este primită cu entuziasm la întoarcerea acasă, fotbaliștii fiind considerați eroi. Cel mai important lucru era că VfB își depășise clar condiția și devenise în oraș numărul unu înaintea "albaștrilor" și rivalilor din același oraș, Kickers Stuttgart.

## Lotul echipei în sezonul 2025-2026
Actualizat la data de 9 august 2025.
| Nr. |                           | Poziție | Jucător                  |
| --- | ------------------------- | ------- | ------------------------ |
| 1   | Germania                  | P       | Fabian Bredlow           |
| 2   | Belgia                    | F       | Ameen Al-Dakhil          |
| 3   | Țările de Jos             | F       | Ramon Hendriks           |
| 4   | Germania                  | F       | Josha Vagnoman           |
| 5   | Germania                  | M       | Yannik Keitel            |
| 6   | Germania                  | M       | Angelo Stiller           |
| 7   | Germania                  | F       | Maximilian Mittelstädt   |
| 9   | Bosnia și Herțegovina     | A       | Ermedin Demirović        |
| 10  | Germania                  | M       | Chris Führich            |
| 11  | Germania                  | A       | Nick Woltemade           |
| 13  | Republica Democrată Congo | M       | Silas                    |
| 14  | Elveția                   | F       | Luca Jaquez              |
| 15  | Germania                  | F       | Pascal Stenzel           |
| 16  | Turcia                    | M       | Atakan Karazor (căpitan) |
| 17  | Germania                  | A       | Justin Diehl             |
| 18  | Germania                  | A       | Jamie Leweling           |

| Nr. |               | Poziție | Jucător                                          |
| --- | ------------- | ------- | ------------------------------------------------ |
| 19  | Germania      | M       | Noah Darvich                                     |
| 20  | Elveția       | F       | Leonidas Stergiou                                |
| 21  | Germania      | P       | Stefan Drljača                                   |
| 22  | Franța        | F       | Lorenz Assignon                                  |
| 23  | Franța        | F       | Dan-Axel Zagadou                                 |
| 24  | Germania      | F       | Jeff Chabot                                      |
| 26  | Germania      | A       | Deniz Undav                                      |
| 28  | Danemarca     | M       | Nikolas Nartey                                   |
| 29  | Germania      | F       | Finn Jeltsch                                     |
| 30  | Spania        | M       | Chema Andrés                                     |
| 33  | Germania      | P       | Alexander Nübel (împrumutat de la Bayern Munich) |
| 35  | Serbia        | M       | Mirza Ćatović                                    |
| 44  | Germania      | P       | Florian Hellstern                                |
| 45  | Serbia        | A       | Lazar Jovanović                                  |
| 53  | Țările de Jos | A       | Mohamed Sankoh                                   |

## Palmares

### Național
- Bundesliga
  - Campioană: 1950, 1952, 1983–84, 1991–92, 2006–07
  - Vicecampioană: 1935, 1953, 1978–79, 2002–03, 2023–24
- 2. Bundesliga
  - Campioană: 1976–77, 2016–17
  - Vicecampioană: 2019–20
- DFB-Pokal
  - Câștigătoare: 1953–54, 1957–58, 1996–97, 2024–25[3]
  - Finalistă: 1985–86, 2006–07, 2012–13
- DFB/DFL-Supercup
  - Câștigătoare: 1992
  - Finalistă: 2024
- DFL-Ligapokal
  - Finalistă: 1997, 1998, 2005

### Internațional
- Cupa UEFA
  - Finalistă: 1988–89
- Cupa Cupelor UEFA
  - Finalistă: 1997–98
- Cupa UEFA Intertoto
  - Câștigătoare: 2000, 2002 (record)

## Legături externe
- Materiale media legate de VfB Stuttgart la Wikimedia Commons
- Site web oficial
- HefleswetzKick – VfB Stuttgart Team and History Site Arhivat în 19 martie 2012, la Wayback Machine.
- Abseits Guide to German Soccer Arhivat în 21 iunie 2009, la Wayback Machine.
- f-archiv – The German Soccer-Archiv historical German football league tables (in German)
- eufo.de Arhivat în 28 iulie 2009, la Wayback Machine. European football club profiles
- Team statistics Arhivat în 22 iulie 2009, la Wayback Machine.